# Vilske härad

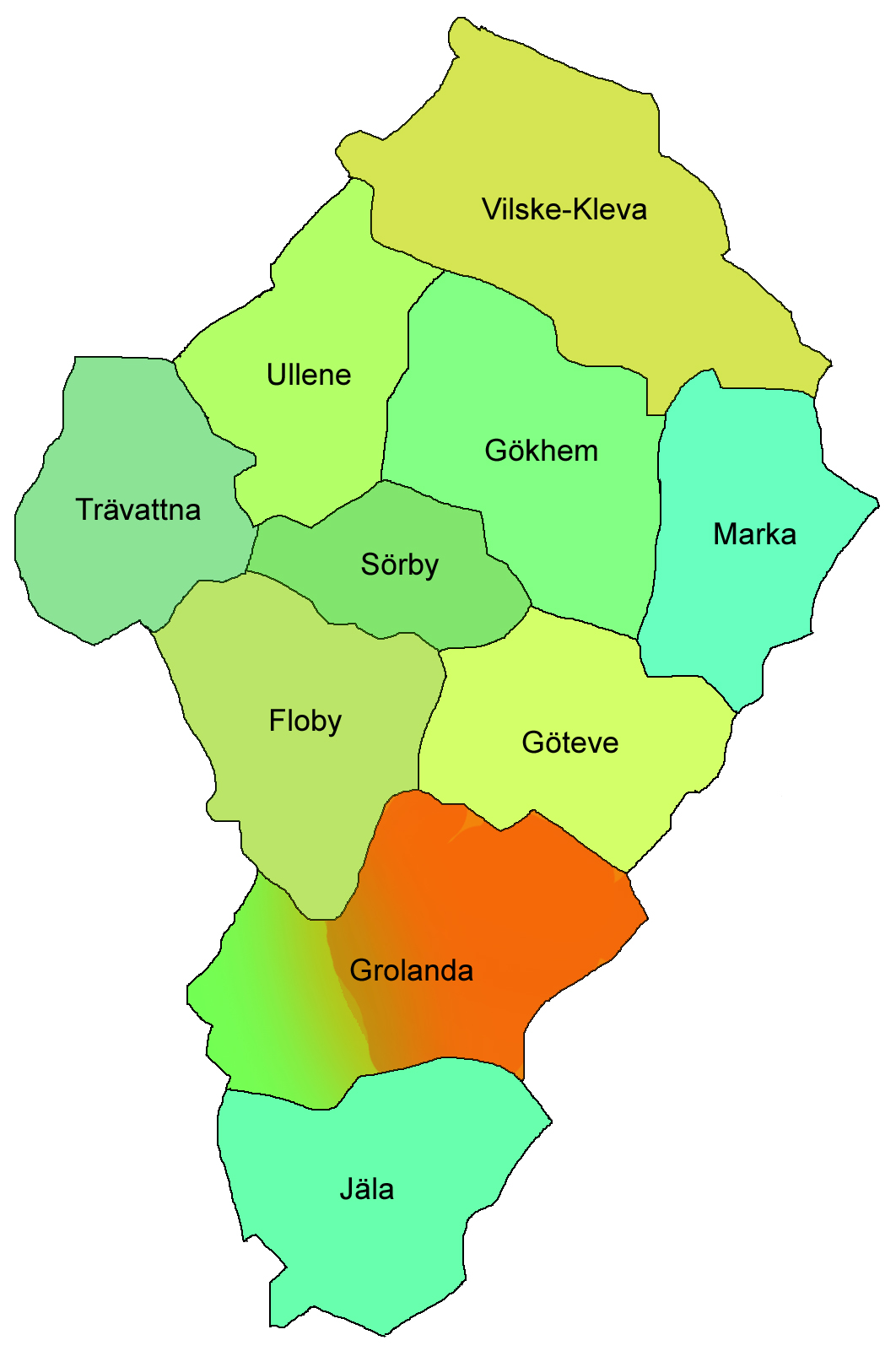
Socknarna i Vilske härad.
Den röda delen av Grolanda socken har tillhört Frökinds härad.

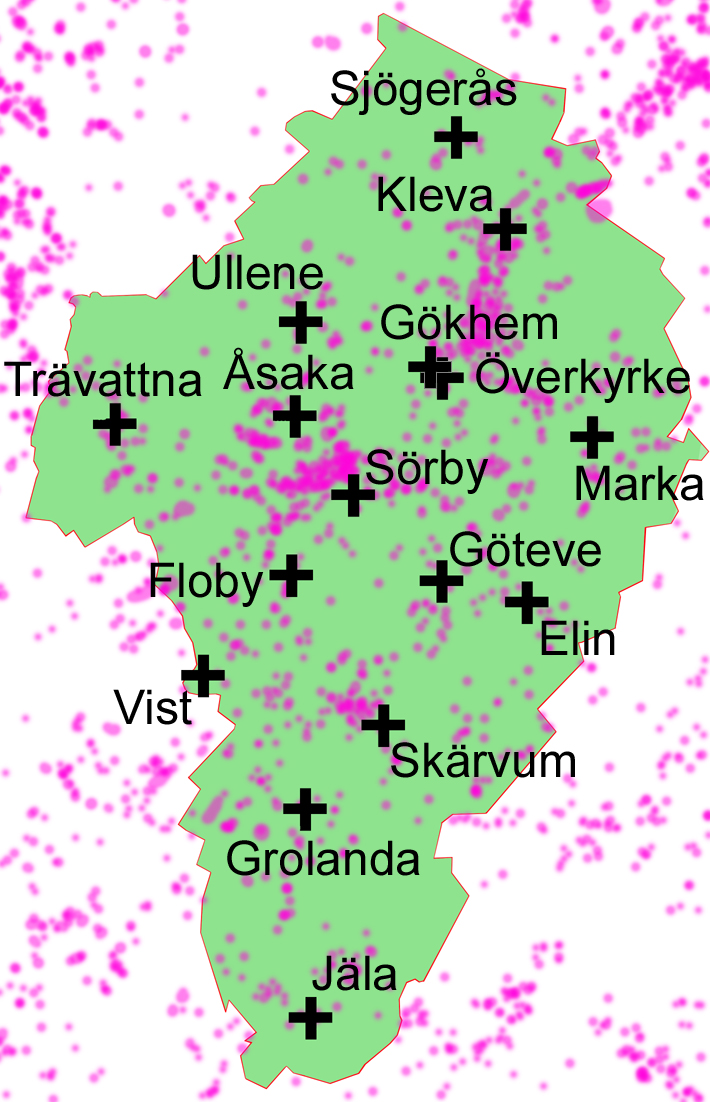
Vilske härad visas här i grönt
med fornlämningar visade i magenta.
Därtill visas häradets sexton medeltida kyrkor.

Vilske härad var ett härad, mitt i Västergötland, som numera utgör västra delen av Falköpings kommun. Häradets areal var 274,93 kvadratkilometer varav 272,19 land. 
Från slutet av 1600-talet till 1758 var tingsstället i Gökhem, för att därefter vara i Torbjörntorp fram till 1782, då det flyttades till Falköping. År 1900 flyttade tingsstället till Floby som användes till 1971. 

## Geografi
Bygden genomflyts av Lidan, och utgör ett övergångsområde mellan helåkersbygden Falan i öster och skogsbygden Edsmären i väster. Naturen är en blandning av åkrar, skogar, mossar och hedar. Huvudort är Floby, som fick järnvägsstation på Västra stambanan 1858, och som också var säte för tinget.
Området som motsvarar Vilske härad hade 3 979 invånare år 2005, vilket är ungefär samma folkmängd som år 1800. Mellan 1952 och 1971 fanns Vilske landskommun som utgjordes av ungefär samma område som häradet. 

### Socknar
Socknarna Floby, Göteve, Grolanda, Jäla, Gökhem, Marka, Vilske-Kleva, Ullene, Trävattna och Sörby hörde till Vilske härad. 
En stor del av Grolanda socken tillhörde tidigare Frökinds härad. Under medeltiden låg också Elins socken i Vilske härad, öster om Göteve socken, som Elins socken senare uppgick i.

## Län, fögderier, domsagor, tingslag, tingsrätter och stift
Häradet hörde mellan 1634 och 1998 till Skaraborgs län, därefter till Västra Götalands län. Församlingarna i häradet tillhörde Skara stift.
Häradets socknar hörde till följande fögderier:
- 1686-1945 Skara fögderi
- 1946-1990 Falköpings fögderi

Häradets socknar tillhörde följande domsagor, tingslag och tingsrätter:
- 1680-1947 Vilske tingslag i
  - 1680-1864 Gudhems, Kåkinds, Valle och Vilske häraders domsaga
  - 1865-1943 Skånings, Valle och Vilske domsaga
  - 1944-1947 Skarabygdens domsaga
- 1948-1970 Skarabygdens domsagas tingslag i Skarabygdens domsaga

- 1971-2001 Falköpings tingsrätt och dess domsaga
- 2001-2009 Skövde tingsrätt och dess domsaga
- 2009- Skaraborgs tingsrätt och dess domsaga

## Personer från Vilske härad

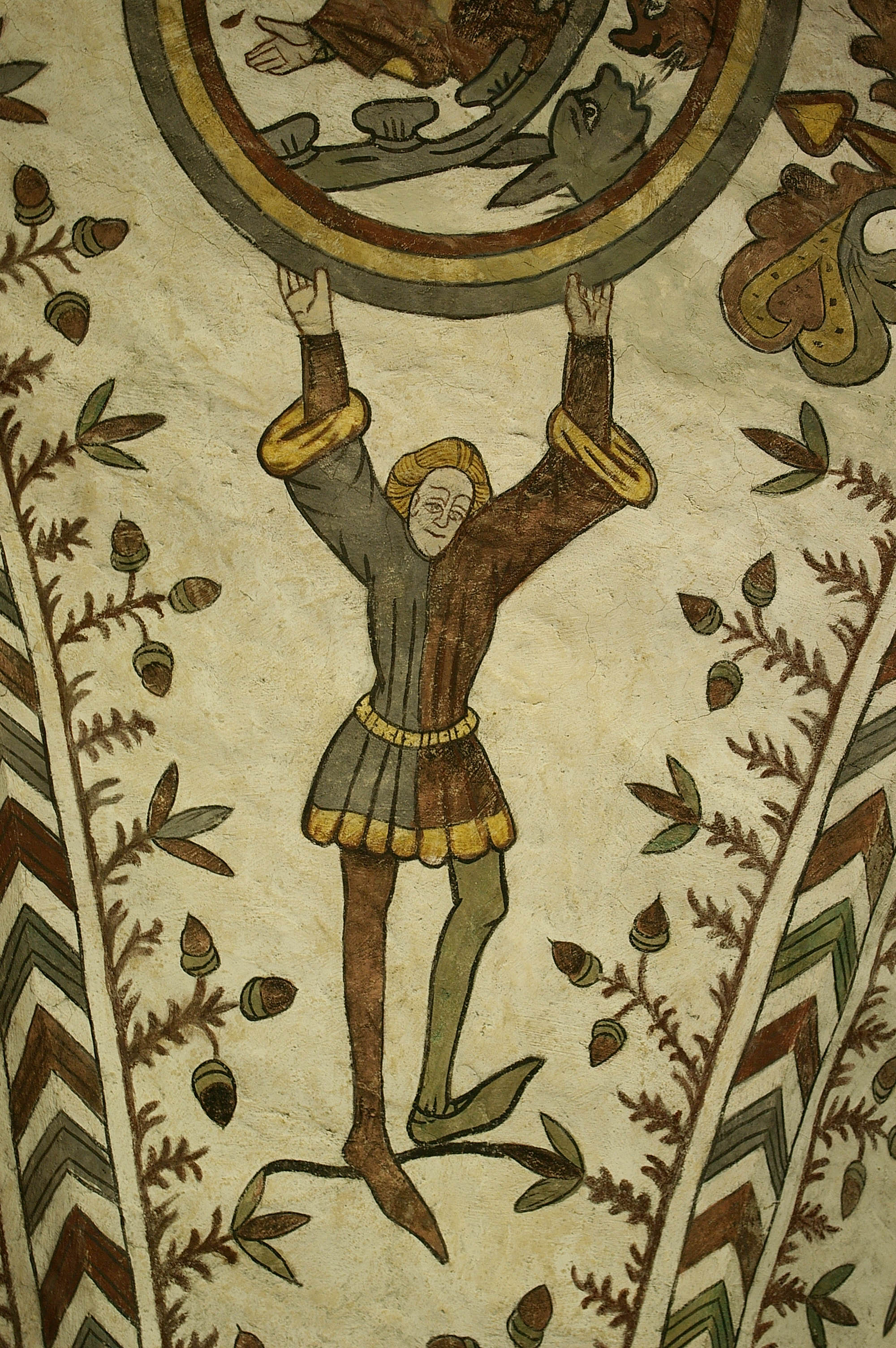
Målning av Mäster Amund i Gökhems kyrka.
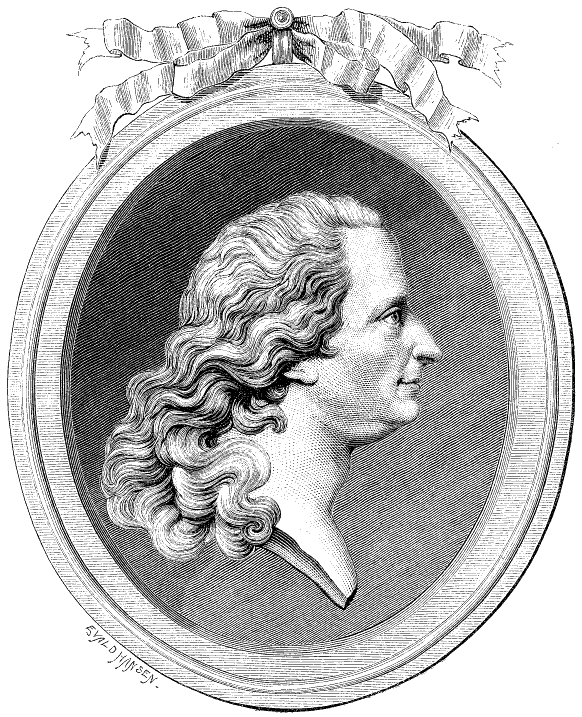
Johan Henric Kellgren.
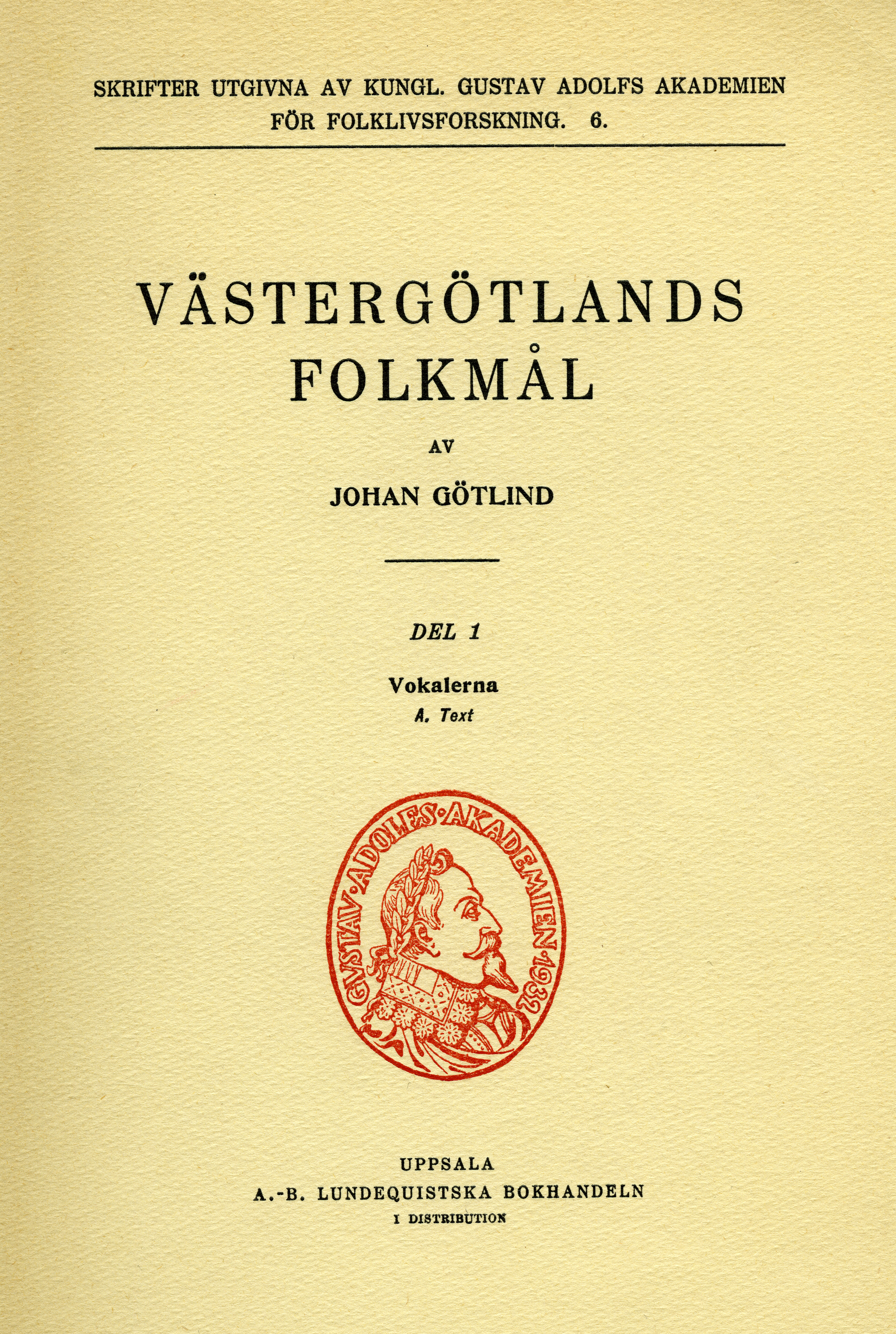
Västergötlands folkmål Del 1 av Johan Götlind.
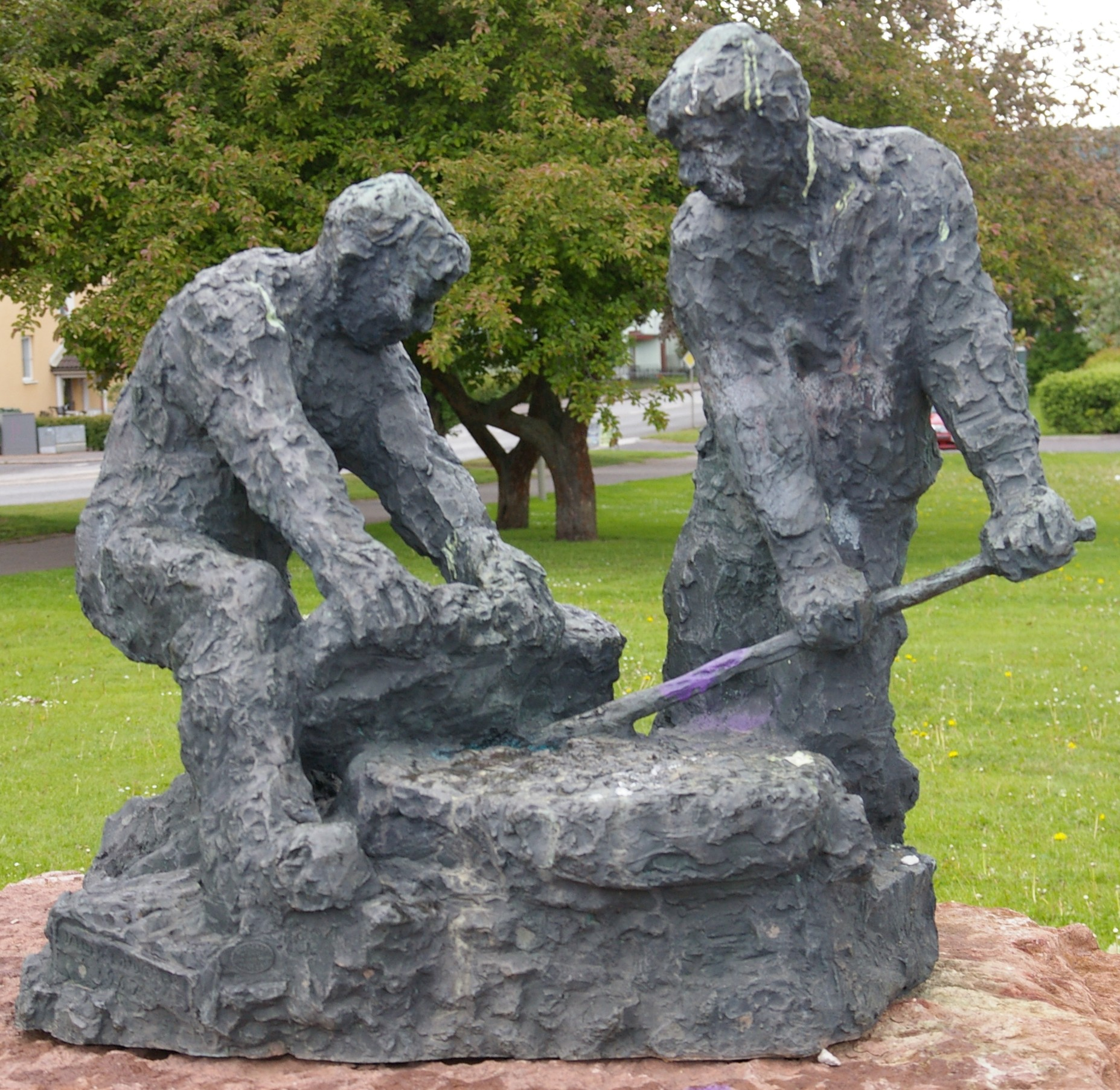
Kalkarbetarna av Jalmar Lindgren.

- Tore Räv i Gökhem, lagman i Västergötland.
- Önd från Grolanda, lagman i Västergötland.
- Lindorm Björnsson (Vinge) (1400-tal) lagman i Västergötland.
- Mäster Amund (1400-tal) kyrkmålare som gjort målningar i Gökhems och Vilske-Kleva kyrkor.
- Johan Henric Kellgren (1751-1795) lyriker född i Floby.
- Göta-Lena (1802-1865) klok gumma död i Ullene.
- Johannes Andersson i Stommen Trävattna (1811-1891) riksdagsman från Trävattna.
- Axel Gabriel Theorell (1834-1875) fysiker född i Gökhem.
- David Holmgren (1846-1916) präst och riksdagsman född i Gökhem.
- Hugo Sandén (1861-1919) riksdagsman född i Grolanda.
- Axel Fredrik Runstedt (1861-1933) kyrkoherde i Gökhem och psalmförfattare.
- Ernst Wallgren (1864-1950) ingenjör född i Gökhem.
- Waldemar Jungner (1869-1924) uppfinnare född i Vilske-Kleva.
- Johan Götlind (1887-1940) folklivsforskare från Göteve.
- Justus Lindgren (1896-1985) riksdagsman från Vilske-Kleva.
- Jalmar Lindgren (1908-1990) konstnär från Vilske-Kleva.
- Nils Fredrik Beerståhl (1935-) historiker länge boende i Trävattna.
- Boman Oscarsson (1960-) skådespelare uppvuxen i Floby.
- Ulf Larsson (1965-) teknikhistoriker och museiintendent uppvuxen i Floby.